# Avenue 9 de Julho
Avenue 9 de Julho ou Avenue Nove de Julho (en portugais Avenida 9 de Julho ou Avenida Nove de Julho, signifiant Avenue du 9 juillet ou Avenue du Neuf juillet) est une voie de la ville de São Paulo.

## Situation et accès
C'est une artère importante du réseau routier de la capitale de São Paulo, principalement en raison de sa fonction d'axe radial reliant le centre-ville à d'autres régions, telles que le sud-ouest, l'avenue Paulista, Marginal Pinheiros et d'autres routes de la ville. La 9 de Julho, qui faisait partie de la modernisation de São Paulo et du Plan d'avenues de Prestes Maia, a été inauguré en 1941 et est connu pour être une voie de fond de vallée, située au-dessus du ruisseau Saracura et du ruisseau Iguatemi.
L'avenue Nove de Julho passe environ trente mètres sous l'Avenue Paulista à travers le Tunnel Nove de Julho.

## Origine du nom
Le nom de l'avenue fait référence à la Révolution constitutionnaliste de 1932, un conflit armé qui a eu lieu dans l'État de São Paulo et avait l'intention de renverser le gouvernement provisoire de Getúlio Vargas, considéré comme antidémocratique par le peuple de São Paulo. C'est le 9 juillet 1932 que le mouvement éclate dans la capitale, plaçant les forces de São Paulo, sous la houlette d'Isidoro Dias Lopes, contre les troupes du chef de l'État de l'époque. Après trois mois de combats, un terme de capitulation, qui met fin à la révolution, est signé le 1er octobre 1932,. Le 9 juillet 1932 devint plus tard un jour férié institué par le gouverneur Mário Covas.

## Historique

### Construction

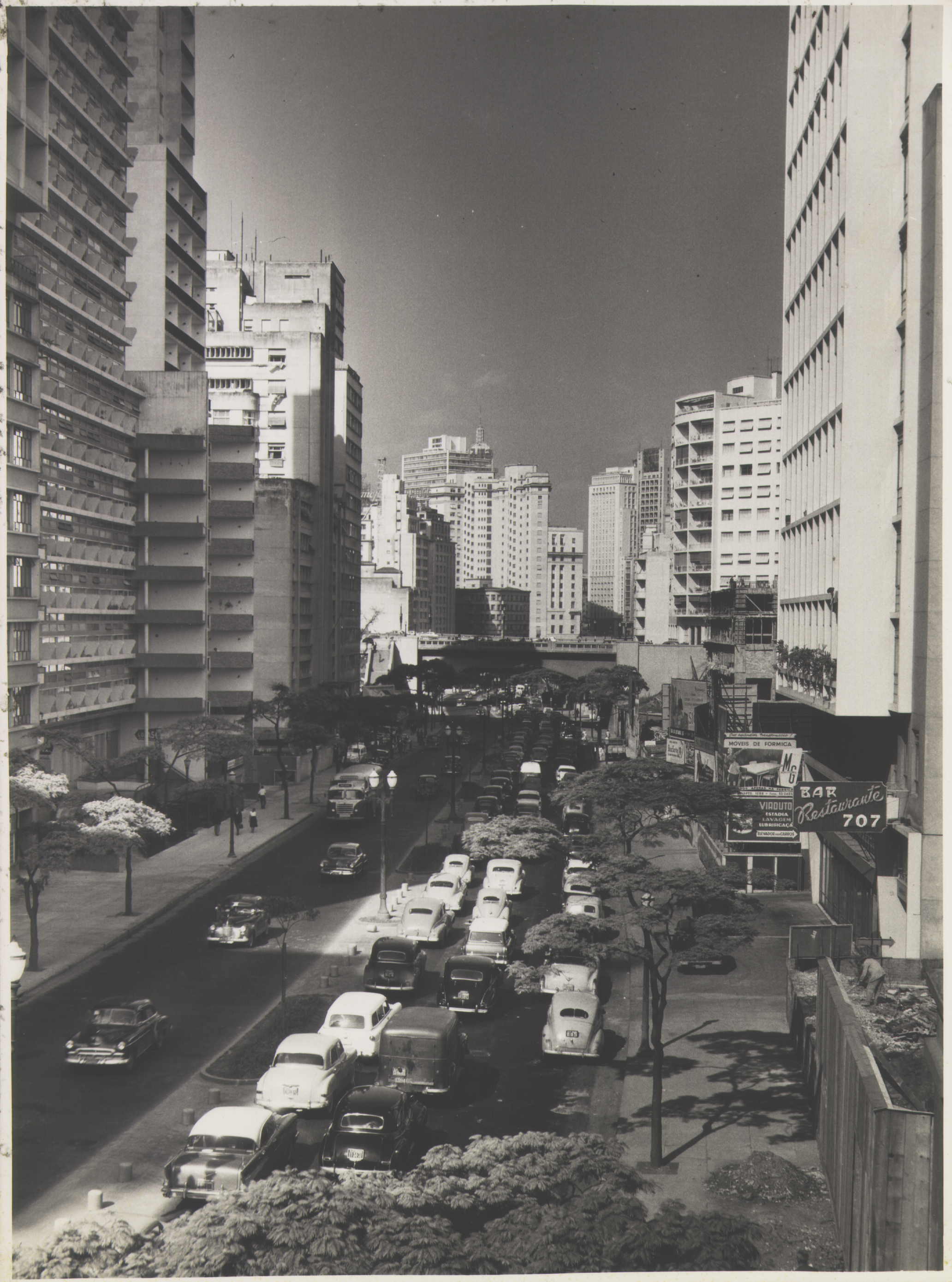
Avenue Nove de Julho, milieu du XXe siècle.

Les travaux de construction de l'avenue 9 de Julho ont commencé en 1929, sous l'administration du maire José Pires do Rio, mais n'ont été achevés que douze ans plus tard, sous l'administration de Prestes Maia. C'est la première grande route d'intégration construite en dehors du centre de São Paulo, à l'époque, reliant le largo da Memória à la rua Estados Unidos.
La période de plus grande impulsion dans la construction a eu lieu pendant le mandat de Fábio Prado, maire de la ville entre 1934 et 1938. Avec les avenues Ipiranga et Rebouças, l'achèvement du 9 de Julho marque le début de la mise en œuvre du Plan d'avenues par l'ingénieur Prestes Maia, qui, parmi plusieurs objectifs, visait à étendre les espaces ouverts dans la région centrale, ouvrir des avenues diamétrales et marginales dans la ville, élargir les rues et construire une rocade pour répartir le flux de véhicules.
Il a finalement été ouvert le 25 janvier 1941. Ses constructions ont été réglementées la même année, le 11 février, par le décret-loi n° 75, qui a établi des marges de recul obligatoires, des hauteurs minimales et maximales pour les bâtiments et déterminé d'autres questions de nature urbaine pour la région.
Sa construction était fondamentale non seulement pour l'intégration entre le centre-ville et les quartiers, assurant la fluidité du flux urbain, mais intégrait également un processus important de valorisation des espaces d'un point de vue immobilier, à travers une logique présente tout au long de l'urbanisation de São Paulo. Les zones dévalorisées, comme les fonds de vallée, fréquemment touchés par les inondations, ont bénéficié d'infrastructures et d'investissements publics et, dès lors, leur terrain s'est rapidement apprécié, aux côtés, par exemple, des grandes avenues.

### Une avenue sous les rivières
Comme il s'agit d'une avenue au fond de la vallée, construite sur deux cours d'eau la région a été inondée jusqu'à aujourd'hui. Sous la section de la région centrale de la ville, le 9 juillet se cache la rivière Saracura, qui forme l'Anhangabaú, un affluent du Tamanduateí. Le Saracura prend sa source derrière l'emplacement actuel de l'hôtel Maksoud Plaza, dans l'impasse Garcia Fernandes. Rectifié, son chemin traverse une galerie d'eau de pluie et se termine à Tamanduateí.
Dans la zone ouest, l'avenue 9 de Julho passe sur un tronçon du Ruisseau Iguatemi, un affluent de la rivière Pinheiros.
Au total, la ville de São Paulo a plus de trois cents rivières cachées dans son sous-sol. Dans son processus d'urbanisation, la canalisation et la transposition des rivières en sont venues à représenter, dans la subjectivité de São Paulo à l'époque, la victoire humaine sur la nature, à travers l'ingénierie, la construction de viaducs et le processus de verticalisation. La condition de surmonter les obstacles naturels a conduit des endroits comme le Vale do Anhangabaú et l'avenue 9 de Julho à devenir des paysages photographiques célèbres, souvent représentés par des photographes tels que Werner Haberkorn, artiste qui a documenté, à travers ses photographies, le processus de modernisation de la ville dans les années 1940 et 1950.
Au cours des cinquante premiers jours de 2010, la section de la région centrale totalisait 38 points d'inondation, dont dix points infranchissables, une situation attribuée aux anciennes galeries de drainage, sans capacité à recevoir de grandes quantités d'eau.

### Urbanisation et Plan d'avenues de São Paulo
Le Plan d'avenues, réalisé par l'ingénieur Prestes Maia, a été commandé par Pires do Rio en 1930, dans le but de résoudre le problème de la circulation dans le centre-ville de São Paulo. Son point de départ n'est pas parti de zéro, mais a profité d'un système précédemment présenté par João F. Ulhoa Cintra, le « Périmètre d'irradiation », qui s'appelait car il était destiné à servir de ligne de départ pour les artères qui conduiraient aux quartiers. La principale proposition du plan était de construire un anneau autour de la zone de congestion, commençant à la place de la République et impliquant d'autres zones, telles comme rua dos Timbiras, avenida Senador Queiroz, parque D. Pedro II, rua Tabatinguera, praça João Mendes, rua Santo Amaro, rua 7 de Abril et avenida São Luís.
Le « Système Y », formé par les avenues 9 de Julho, Itororó (qui deviendra plus tard l'avenue 23 de Maio) et Anhangabaú Inferior (aujourd'hui, nommée Prestes Maia), a été mis en œuvre pendant le gouvernement de Prestes Maia, qui a assumé la préfecture de São Paulo en mai 1938, dans un mandat qui durera jusqu'en novembre 1945 et réalisera la plus grande réforme urbaine de la ville jusque-là, dépassant des administrations telles que celles de João Teodoro et Antônio Prado. Alors que les avenues 9 de Julho et Itororó menaient vers la zone sud, l'Anhangabaú Inferior avait pressenti la direction du quartier de la Luz, unissant ainsi les zones nord et sud.

## Tunnel 9 de Julho

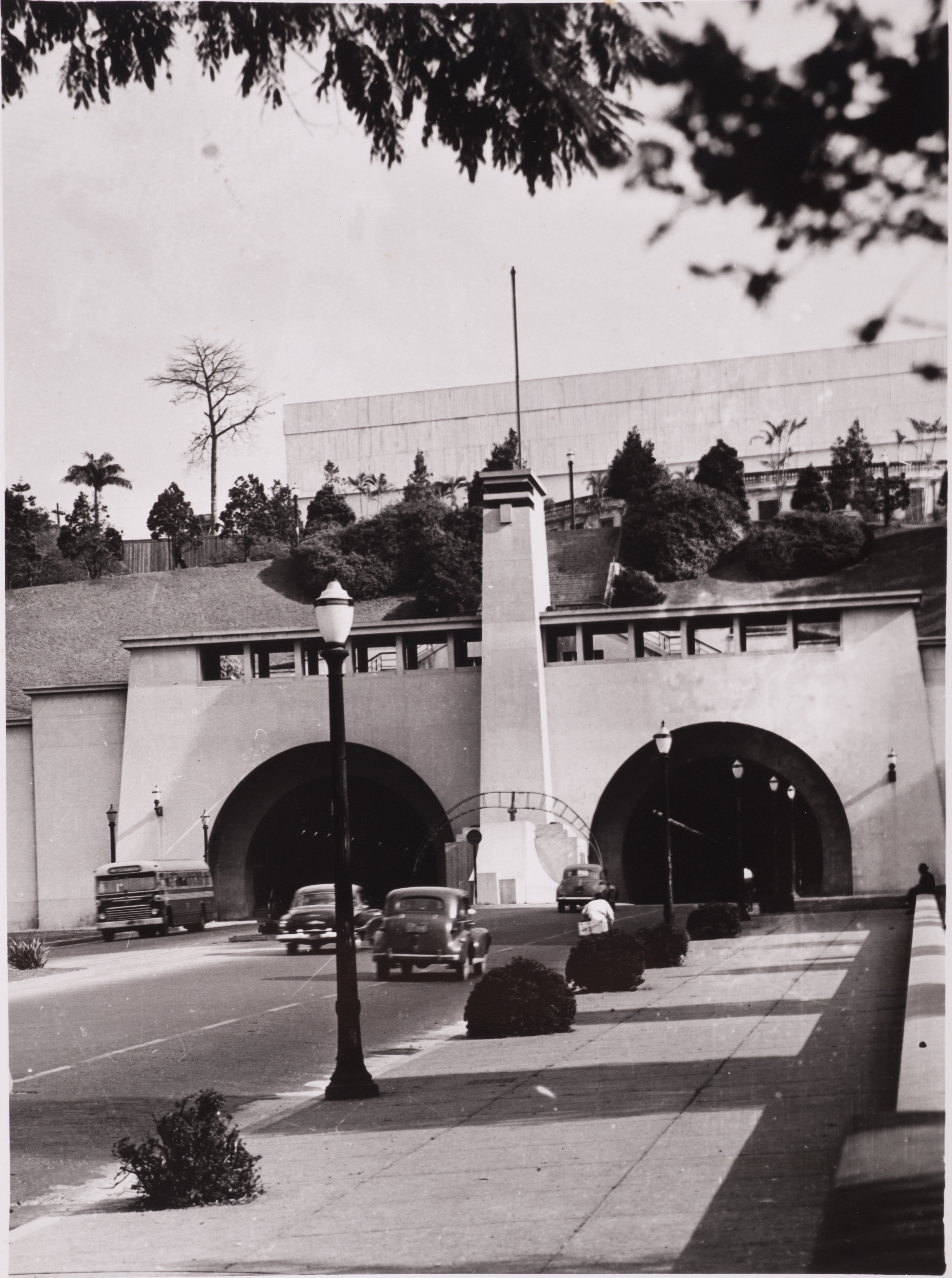
Tunnel Nove de Julho, dans la photographie du XXe siècle, par Werner Haberkorn.

Sur toute sa longueur, l'avenida 9 de Julho a un tronçon souterrain de 450 mètres, qui passe sous des points tels que l'avenue Paulista, plus précisément à la hauteur où se trouvent le MASP et le Parc Tenente Siqueira Campos–Trianon. Le tunnel a été construit pour relier le centre-ville de São Paulo à la zone sud, où régnaient encore de grands manoirs, palais et bâtiments ruraux.
L'accès rapide entre le centre et la zone sud était un rêve inscrit dans la pensée de São Paulo à l'époque, car la route n'était possible que pour ceux qui escaladaient la pointe de l'Avenida Paulista, qui était un obstacle naturel entravant le développement de la capitale sur la côtés des fermes Itaim et Santo Amaro. Le passage souterrain est devenu une alternative plus efficace et a eu un impact sur l'urbanisation de la région, qui a commencé à recevoir de grands bâtiments et un plus grand flux de personnes et de véhicules.
Les travaux ont duré un an et ont coûté 17 192 contos. Il a finalement été inauguré le 23 juillet 1938, lors d'une cérémonie qui a réuni le président de la République de l'époque, Getúlio Vargas, et le maire et ingénieur planificateur de la ville, Prestes Maia. Actuellement, il continue d'être considéré comme une étape majeure dans l'histoire urbaine de la ville de São Paulo.
En 2001, pendant le mandat du maire Marta Suplicy, le tunnel 9 de Julho a été rebaptisé Daher E. Cutait. Le nom, cependant, n'a pas eu le soutien populaire et reste seulement écrit entre parenthèses sur les panneaux de signalisation.

### Mirante 9 de Julho
Lors de son inauguration en 1938, le tunnel 9 de Julho avait un belvédère, qui est resté à l'abandon pendant 76 ans, jusqu'à ce qu'en 2015, grâce à un partenariat public-privé entre la ville de São Paulo et le Grupo Vegas, l'espace a été revitalisé, se transformant dans un espace multiculturel, avec un restaurant, un café et des événements tels que des concerts, des foires indépendantes, des expositions en plein air, des cours et des ateliers,,.
Le site est ouvert au public, avec entrée gratuite, et est devenu une attraction touristique de la ville, car il offre aux visiteurs une belle vue sur la capitale. L'un des projets qui se déroule dans l'espace s'appelle "18h30" et consiste en des attractions musicales gratuites qui sont présentées du mardi au dimanche, à partir de 18h30, sur l'escalier du Mirante.

## Viaduc 9 de Julho
Entre 1940 et 1950, des viaducs ont été construits dans le périmètre d'irradiation, à Prestes Maia, comme Dona Paulina, 9 de Julho et Jacareí. Le viaduc 9 de Julho traverse l'avenue du même nom dans une section proche de la Praça da Bandeira. Sur sa longueur, il a 220 mètres, étant le plus grand parmi les trois mentionnés.

## Bâtiments remarquables et lieux de mémoire

### Masp

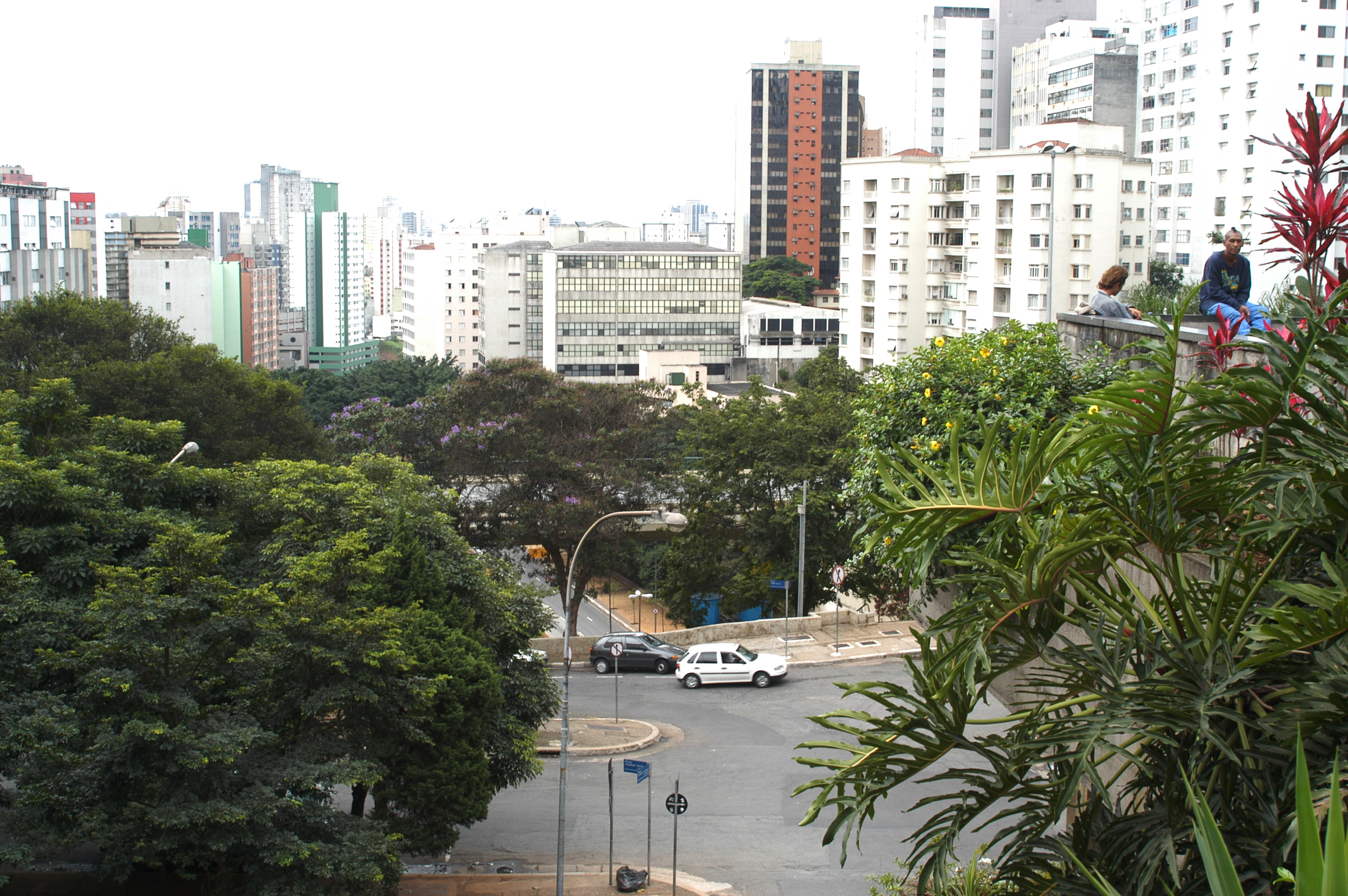
Vue arrière du MASP

Lorsque la mairie de São Paulo a fait don du terrain de l'Avenida Paulista pour la construction du Musée d'art de São Paulo Assis Chateaubriand, la condition a été imposée qu'aucun bâtiment ne soit construit qui bloquerait la vue sur le centre-ville, rendu possible grâce à la Avenue 9 juillet. Pour cette raison, l'architecte Lina Bo Bardi a construit le musée sur un grand espace ouvert, qui allait devenir une référence architecturale car c'était, à l'époque, le plus grand espace ouvert du monde. L'adresse à l'avenue Paulista a été inaugurée le 7 novembre 1968 et l'espace continue d'être utilisé pour des manifestations, des foires ouvertes, des projections de films, des flashmobs et des présentations d'artistes de rue,,.

### Résidence Castor Delgado Perez
Conçue par Rino Levi, la résidence, située sur l'avenue Nove de Julho, est un classique de l'architecture moderne de São Paulo. Luiz Carvalho Franco et Roberto Cerqueira César sont les co-auteurs du projet, conçu en 1958 et achevé en 1959,.

### Vieilles demeures
L'avenida 9 de Julho compte de nombreuses demeures anciennes, construites entre les années 1930 et 1940. Si beaucoup restent à l'abandon, certains, comme le numéro 4 180, ont été revitalisés et sont actuellement en bon état. Un exemple de bâtiment ancien, qui conserve encore aujourd'hui un grand héritage, est l'ancien siège du Colégio Sacré-Cœur de Marie, une institution fondée en 1938 qui, pendant 47 ans, a offert des cours primaires, secondaires et secondaires en externat et internat et semi-internat. Actuellement, la demeure abrite l'unité de  l'Escola Concept à São Paulo, avec une ligne d'enseignement bilingue,,.

### Autres lieux, événements et bâtiments historiques de l'avenue 9 de Julho
Les travaux qui ont commencé l'avenue, son urbanisation et son délabrement ont toujours été des sujets entourés de controverses dans les administrations municipales. Comme il s'agit d'un point de repère dans la ville, toute action dans la région a un grand impact. Depuis sa construction, cette route imprègne toute l'histoire de la ville et apporte de nombreux événements, rapports, institutions, secrets et même crimes :

#### Praça 14 bis
La place était autrefois une fontaine pour les chevaux des charretiers qui faisaient leurs courses au marché central. À l'époque, l'avenue était pleine de bois. Aujourd'hui, la praça 14 Bis est essentiellement une sortie des arrêts de bus Vai-Vai, qui constitue le couloir de bus de l'avenue Nove de Julho, entouré d'un rond-point sur l'avenue elle-même,.

#### Praça da Bandeira
Au XIXe siècle, la praça da Bandeira était un lieu où se déroulaient les ventes aux enchères d'esclaves. La place est un carrefour entre le largo do Bixiga et le largo do Piques, où de grosses cargaisons arrivaient dans la ville, comme le sucre, par exemple.

#### Œuvre d'art dans l'Edifício Brasilar
Une peinture aux influences cubistes a été retrouvée dans l'Edifício Brasilar, construit en 1973. En raison d'une série d'inondations qui ont affecté le lieu, il n'a pas été possible d'identifier son créateur. On soupçonne que c'était quelqu'un de grande réputation. L'œuvre a déjà été évaluée et considérée avec une valeur artistique.

#### Edifício Praça da Bandeira/Edifício Joelma
En 1974, un incendie a ravagé l'Edifício Joelma. L'incident a touché la population de São Paulo. Au total, 189 personnes sont mortes et environ trois cents ont été blessées. Après quelques années de rénovation, il a été rouvert sous le nom d'Edifício Praça da Bandeira.

#### Hôtel Claridge/Cambridge
Aujourd'hui exproprié par la Mairie, il était autrefois l'un des plus grands de la ville. Son exploitation a déjà abrité une discothèque, un bar et la routine d'un des lieux de séjour les plus prisés dans les années 1950, mais aujourd'hui elle est occupée par le Front de Lutte pour le Logement. C'était aussi une inspiration pour un long métrage,.

#### Condomínio Edifício Barão de Ramalho
Ouvert en 1940, à la hauteur de l'avenue 9 de Julho, il a été le théâtre d'un crime à la fin des années 1980. L'un des cas de meurtre du Maniaque du Trianon s'est produit dans l'un des appartements.

#### Estadão Lanches

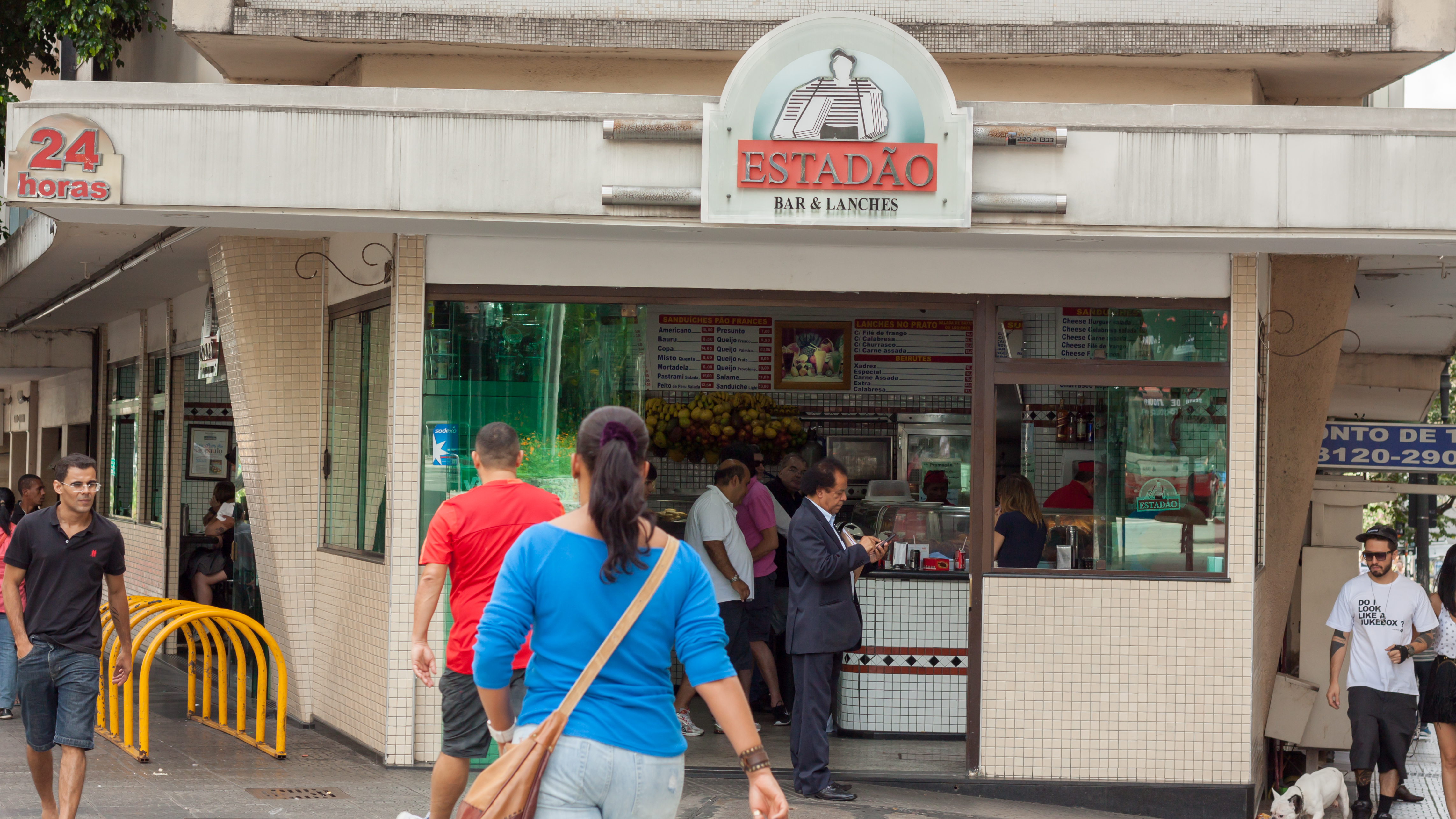
Bar et Lanches Estadão

La Lanchonete Estadão est situé à l'angle du viaduc Nove de Julho et de la rua Major Quedinho. Le lieu, ouvert 24 heures, est une référence touristique et gastronomique de la ville de São Paulo, principalement pour son plat principal : le sandwich au jarret, qui récompense l'établissement de nombreux prix gastronomiques. Selon le site officiel du snack-bar, plus de trente morceaux de jarret sont consommés par jour, pesant chacun entre sept et huit kilos,. Inauguré le 5 décembre 1968, par Portugais, le snack-bar a été racheté par les actuels propriétaires en 1974.